# Bosques de México

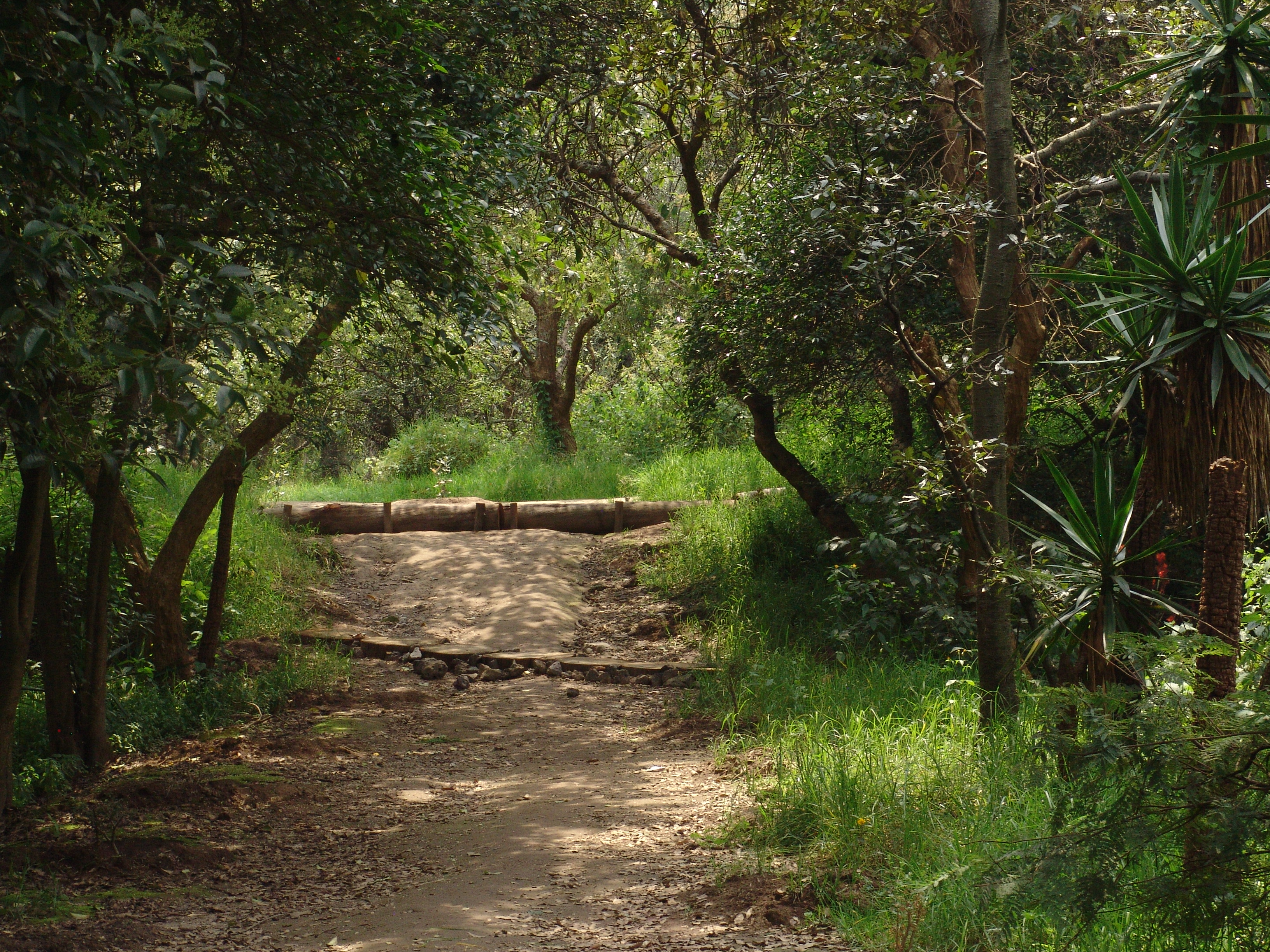
Bosque de Tlalpan, México.

Un bosque es un territorio poblado por árboles con cierto nivel tanto de altura, como de cobertura y los Bosques de México, debido a su ubicación geográfica cuentan con diversos ecosistemas, entre los cuales destacan los templados, nublados, cálidos,  secos y de manglares.

## Bosque templado en México
Este tipo de bosques también suele llamarse "bosque de pino-encino".

### Ubicación
Los bosques templados se distribuyen en gran parte del territorio mexicano, desde la Sierra de Juárez en Baja California, las Sierras Madre, la Sierra Norte de Oaxaca, hasta Los Altos de Chiapas. En general puede decirse que requieren de un clima templado ya sea por lluvia o por altitud, o ambas. Por lo tanto, se encuentran ampliamente distribuidos en las zonas serranas del este, oeste y sur, pero no tanto en la Mesa del Centro ni en la península de Yucatán. Conforman el 16% del territorio mexicano (314,240 km²).
Sus habitantes animales son
liebres,venados,zorros,lobos, conejos, víboras, búhos,entre otros.

### Bosque templado con lluvias en verano

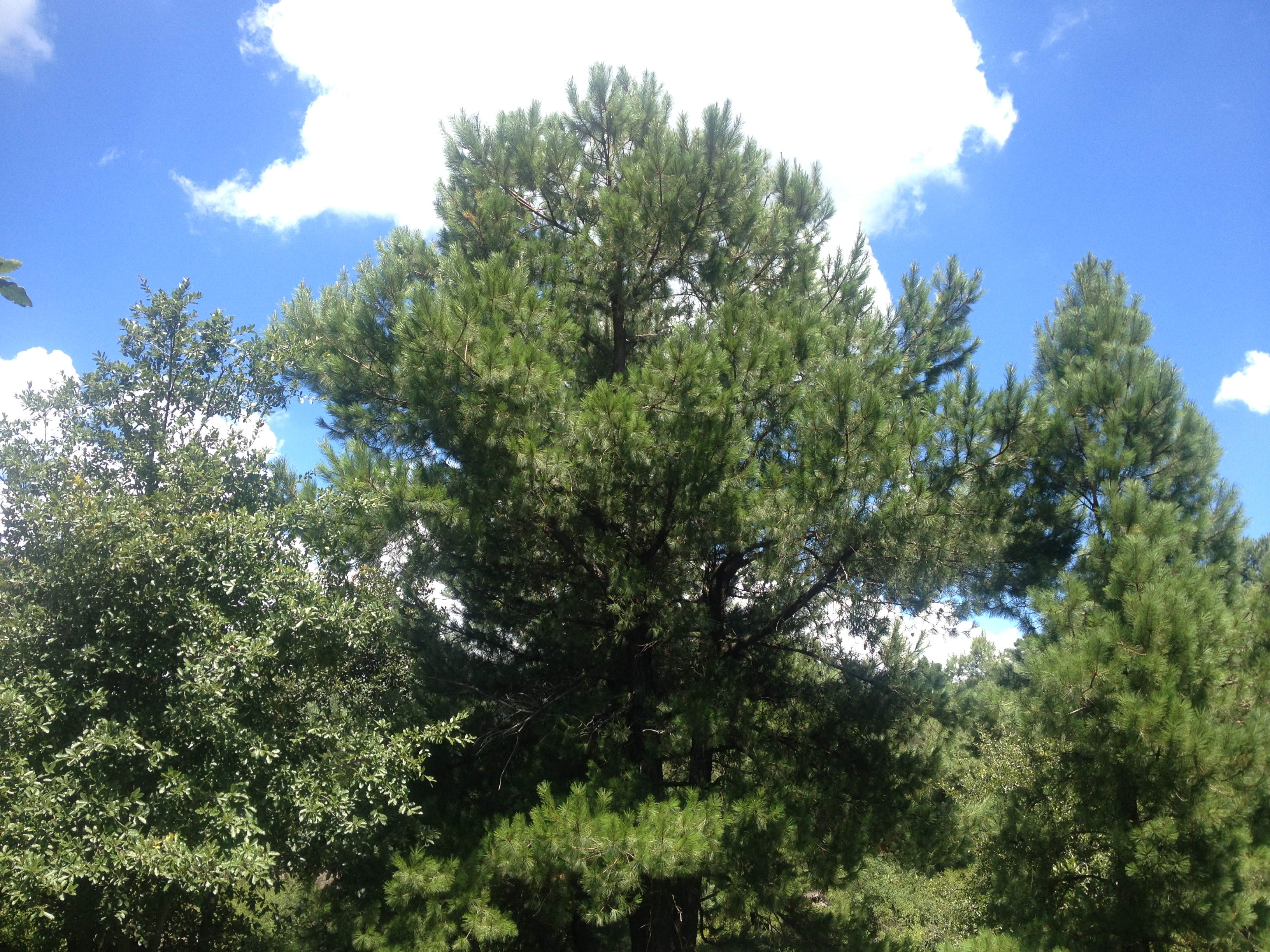
Un típico bosque de pino-encino (Malpaís de Nealtican, Pue.)

Son también conocidos como bosques de pino-encino. Se encuentran en el Eje Neovolcánico y las Sierras Madre Occidental, Oriental y del Sur. Este bioma forestal se encuentra entre los 2200 y los 3000 m s. n. m.; el rango de precipitaciones anuales está entre 600 y 1500 mm. Se trata de bosques mixtos que, entre mayor altitud, transicionan de árboles de hoja ancha (principalmente encinos) a coníferas (pinos, abetos y cupresáceas).

### Bosque templado húmedo

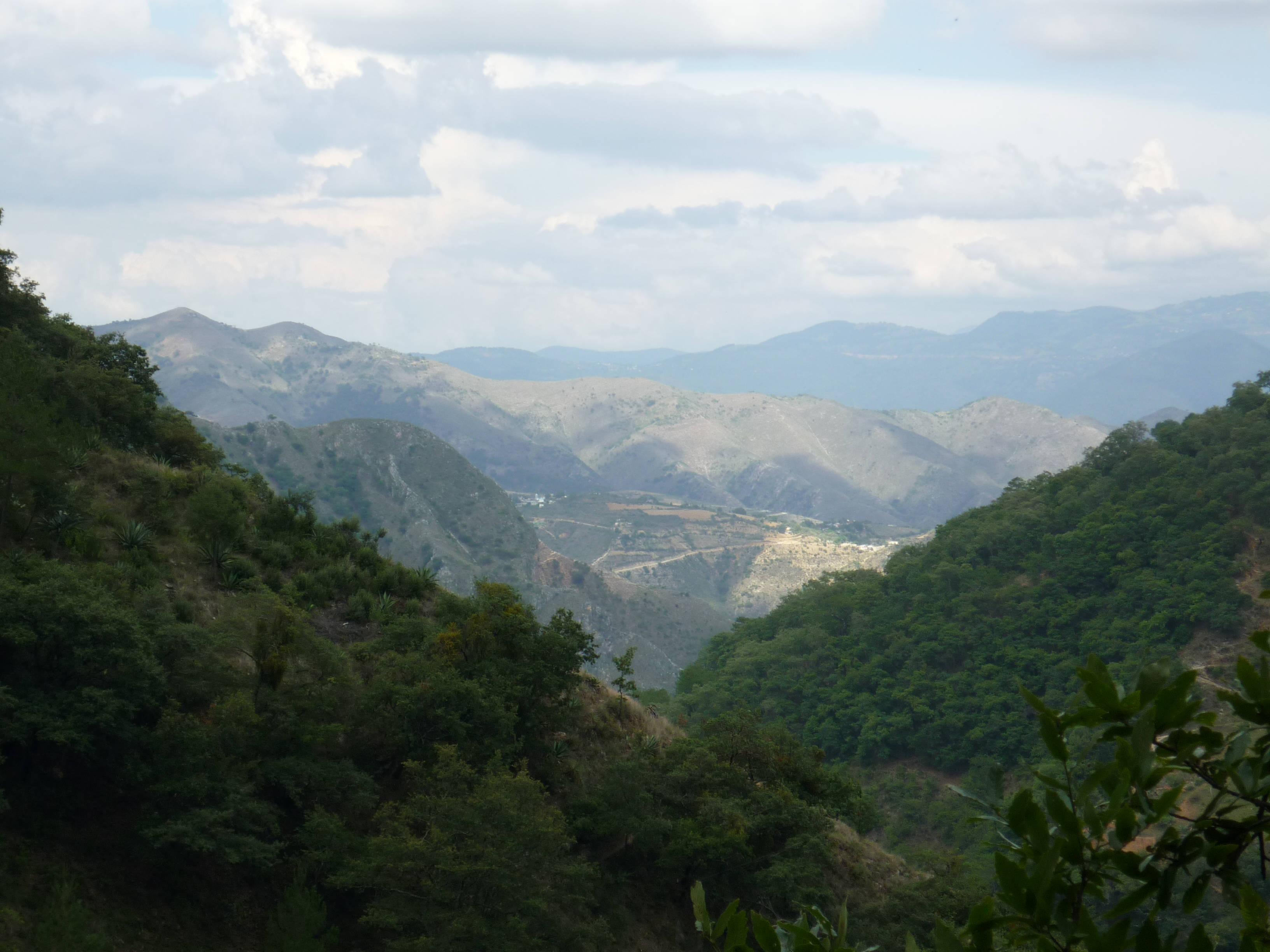
Sierra Gorda de Tabaquero

También llamado bosque de niebla o bosque mesófilo de montaña. Este tipo de broma forestal se encuentra entre los 1400 y los 2600 m s. n. m. Son bosques cercanos al océano, caracterizados por tener precipitaciones repartidas a lo largo del año de cuando menos 750 mm, así como temperaturas medias anuales entre 8.5 y 16 °C. Además de la flora típica de los bosques templados con lluvias en verano, los bosques templados húmedos se caracterizan por la presencia de helechos arborescentes y una proliferación de plantas epifitas.

## Bosque nuboso en México
Este tipo de Bosque también suele conocerse con el nombre de "bosque húmedo de montaña", "bosque mesófilo de montaña", "bosque de niebla", "bosque de neblina", "nubiselva" y otros más.
El bosque nuboso se distingue por tener árboles con abundancia en epífitas y helechos, además de que gran parte del follaje de las especies se pierde en alguna época del año. También, tiene lluvias, neblina y humedad atmosférica durante prácticamente todo el año.

### Ubicación
Estos se distribuyen principalmente en las áreas húmedas de México, las cuales son el 0.8% del territorio nacional, generalmente en las zonas altas de la Sierra Madre Oriental, la Sierra de Chiapas, Sierra Madre del Sur y parte del estado de Jalisco.

### Flora
Parte de la flora que forma parte de este ecosistema son: 
- Pino (Pinus spp.)
- Árbol de las manitas (Chirantodendron pentadactylon)
- Encino (Quercus spp.)
- Liquidámbar (Liquidambar spp.)
- Magnolias (Magnolias spp.)
- Caudillo (Oreomunnea mexicana)
- Helechos arborescentes (Cyathea spp.)
- Epífitas.

## Bosque de Manglares en México
Este tipo de bioma forestal está caracterizado por una formación vegetal leñosa y densa que tiene una altura de 1 a 30 metros con poca presencia e especies herbáceas y enredaderas. Se encuentran presentes en 17 estados cercanos al litoral y cuentan con una altitud de 0 a 5 m s. n. m. y con grandes precipitaciones que van de los 300 a los 1,300 mm y cuentan con una temperatura aproximada de los 20 a los 26 °C

### Especies
Predominan cuatro especies de Mangle  que son:
- hizophora mangle, conocido como Mangle Rojo.
- Laguncularia racemosa,  conocida como mangle blanco.si solamente se pueden hacer

- Avicennia germinans, conocido como mangle negro, puyeque o madre sal.
- Conocarpus erectus